# Svídnická borovice

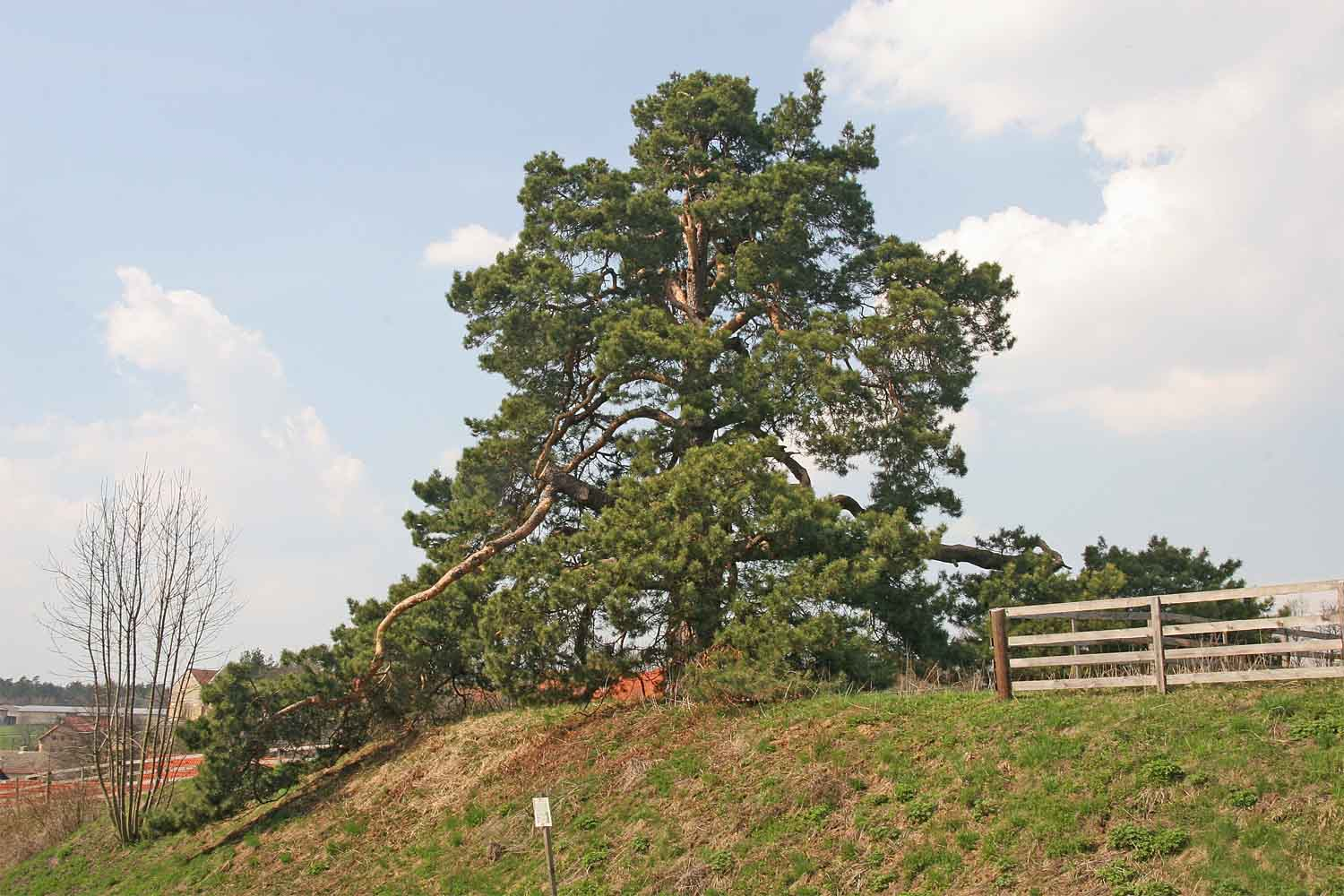
Památná Svídnická borovice

Svídnická borovice je památný strom rostoucí u obce Svídnice nad úvozem silnice směřující do města Choceň.

## Základní údaje
- název: Svídnická borovice, Borovice Svídnická[2]
- výška: 17 m (1940)[2], 14 m (1980)[1], 13 m (1996)[3]
- obvod: 220 cm (1931)[2], 250 cm (1940)[2], 280 cm (1980)[1], 300 cm (1996)[3], 310 cm (2010)[1]
- průměr koruny: 15 m[3]
- věk: 200 let (1940)[2], 200 let (1980)[1]
- zdravotní stav: 1 (1996)[3]
- sanace: ?

Novodobě je borovice chráněná od roku 1980 jako chráněný přírodní výtvor. Již na přelomu 30. a 40. let 20. století ale byla chráněná Státním památkovým úřadem v Praze.

## Stav stromu a údržba
Ve výšce 270 centimetrů se od kmene oddělují až 20 centimetrů silné větve, které jsou sehnuté k zemi. Kuželovitá koruna zakrývá plochu asi 250 m². Vršek byl suchý, do kůry vyřezané křížky (1940).

## Historie a pověsti
Stromu se týká několik pověstí. Podle jedné za křižáckých válek odjel místní rytíř od manželky a syna bojovat do Palestiny proti bezvěrcům. Když se po čase vracel domů, přivezl s sebou na památku své pouti semeno jehličnatého stromu. Z něj vyrostla statná borovice, kterou po rytíři chránil i jeho syn a vnuk. Po letech byl rytířův potomek odsouzen nevinně k smrti, prosil boha o pomoc a v předvečer rozsudku vyřkl, že pokud je nevinný, obrátí se borovice přes noc kořeny nahoru. Vršek borovice jako zázrakem uschnul, takže připomínal kořeny a odsouzenec byl osvobozen.
Další pověst mluví o tom, že až bude v Čechách nejhůř, sejde se pod korunou sedm evropských králů. Smíří se a v Čechách nastanou zlaté časy. Další uvádí, že až strom zcela uschne, nastane konec světa. Podle jiné verze zanikne jen město Kostelec.

## Další zajímavosti
Borovici byl věnován prostor v pořadu České televize Paměť stromů, konkrétně v dílu číslo 13, Nejen duby, buky a lípy. Ve svém díle ji zachytil i akademický malíř Jaroslav Turek. Báseň (či přesněji řečeno veršovanou pověst) Borovice svidnická napsal a roku 1889 Alois Potěhník:
| Za křižáckých, pradávných těch časů když se Západ v místa svatá bral hlavy církve poslušen jsa hlasu: dvakrát dorazil tam český král. Ač tu množství Čechů zahynulo, mnoho české krve prolito: za to jméno české proslynulo, vítězství tím mnohé dobyto. Při návratu z daleké té pouti v tuto rodnou českou krajinu, i sem zavítalo do zákoutí, několik těch statných hrdinů. Dárek přinášejí na památku – zvláštní druh lesního semena, které štípeno jsouc na zahrádku záhy vršíčkem se zelená. Roste, bují, až se borovice časem statná z něho vyvine; přimykajíc k cestě u Svidnice – zdaž tu chládek její nekyne? Podobá se ovšem temné báji, co zde o tom stromě napsáno; že však posvátným je všemu kraji, proto po původě jeho pátráno. | On prý také povahu má větší: pokud vršek jeho zelený, provokuje v okolí svém štěstí; běda však, až uschne schýlený! Až prý jednou vršek jeho svadne, tenkrát zmizí město Kostelec; i ta sláva jeho v rumy padne – uschlý vršek značí popelec. Na štěstí tu jiná borovice, jejíž kořen kryje zlatý zvon: která blíže stojíc u Orlice, radostnější předpovídá shon. Kéž se srdce toto rozezvučí záhy vůkol všechny na strany, kéž tu z něho nový život vzpučí, pod záštitou Boží ochrany! Toho sousedům svým soused přeje, s týmže srdcem jako zlatý zvon; když tu láska láskou pookřeje – zlatý zvon pak vyjde na průhon. |

## Další fotografie

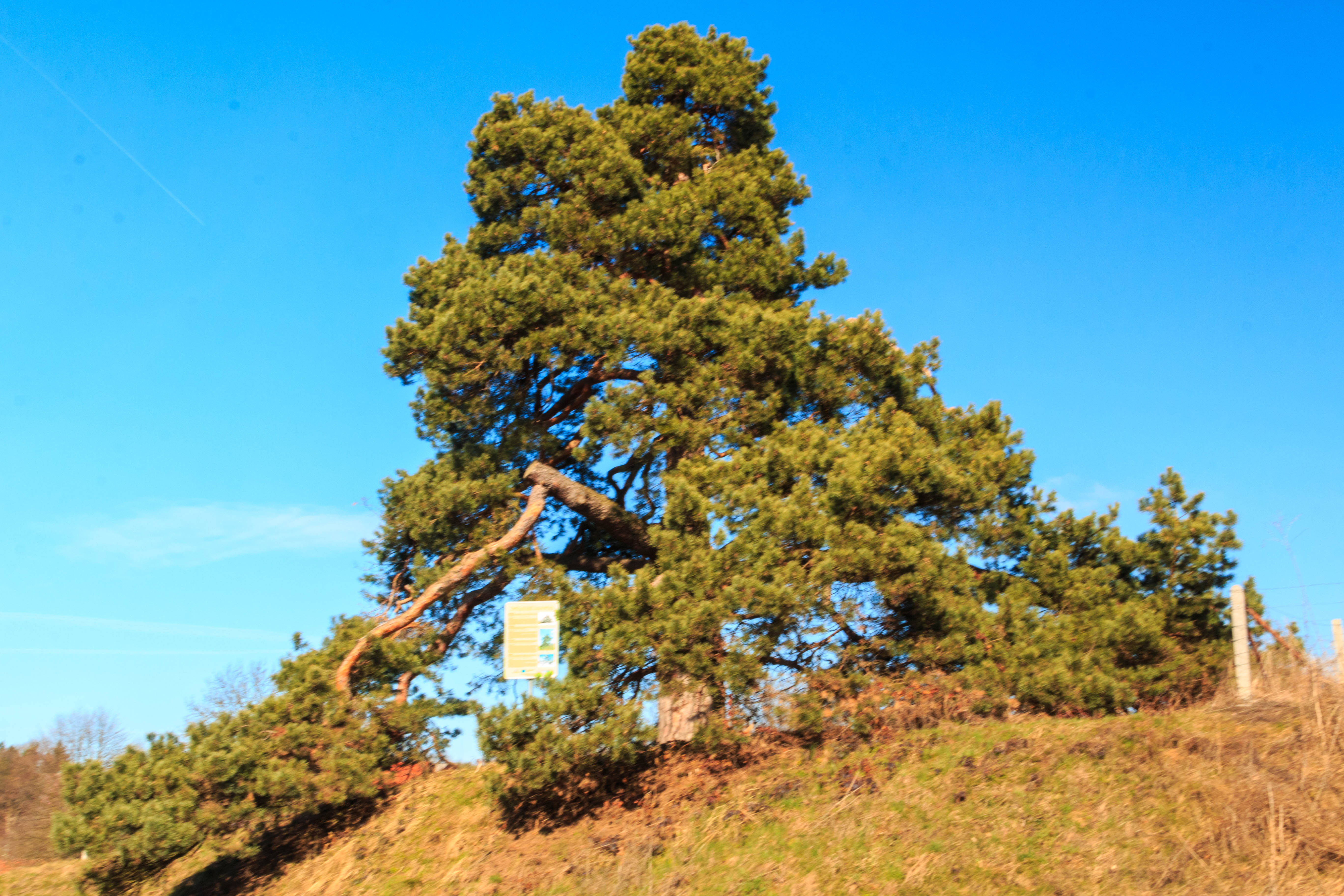
Svídnická borovice
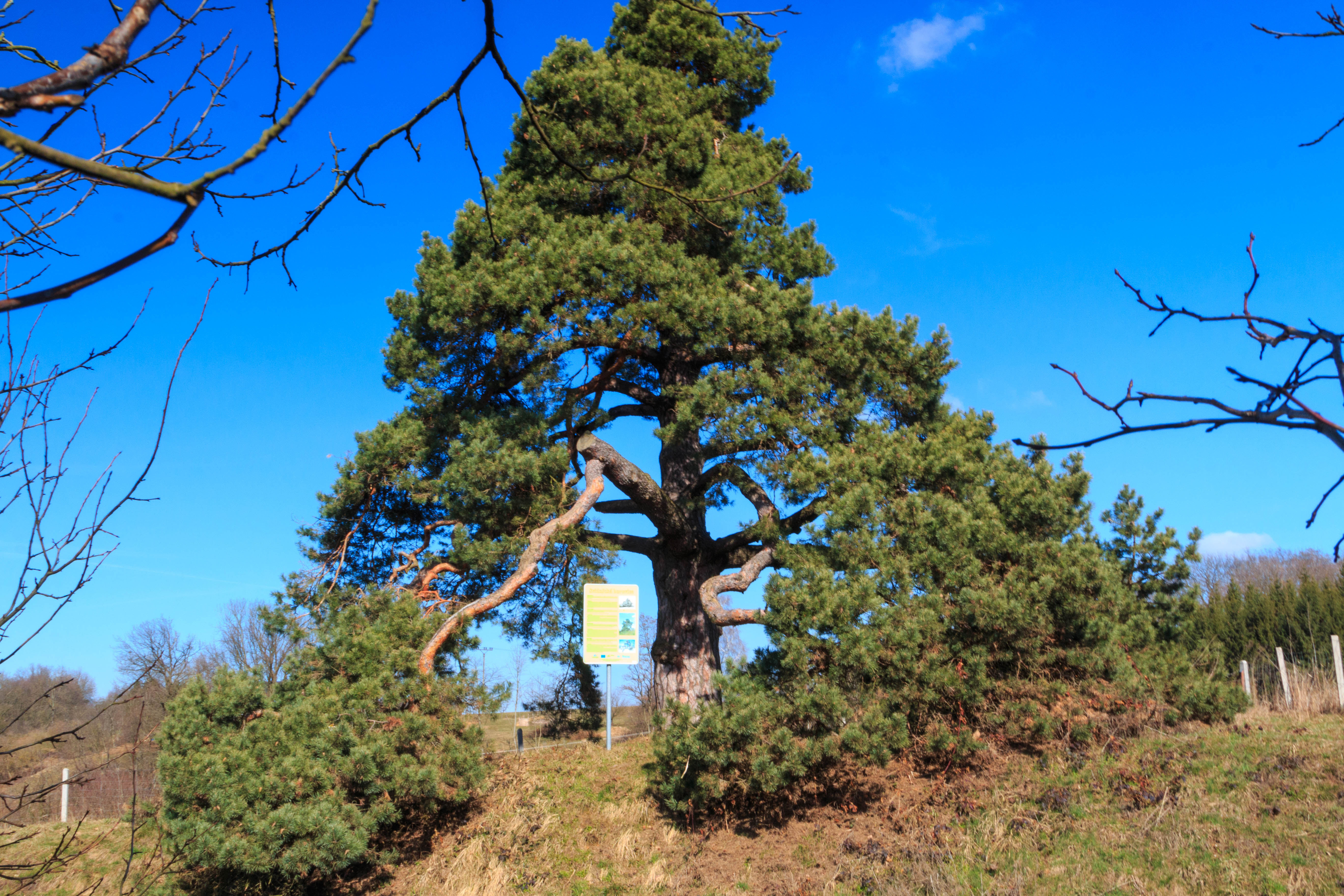
Svídnická borovice
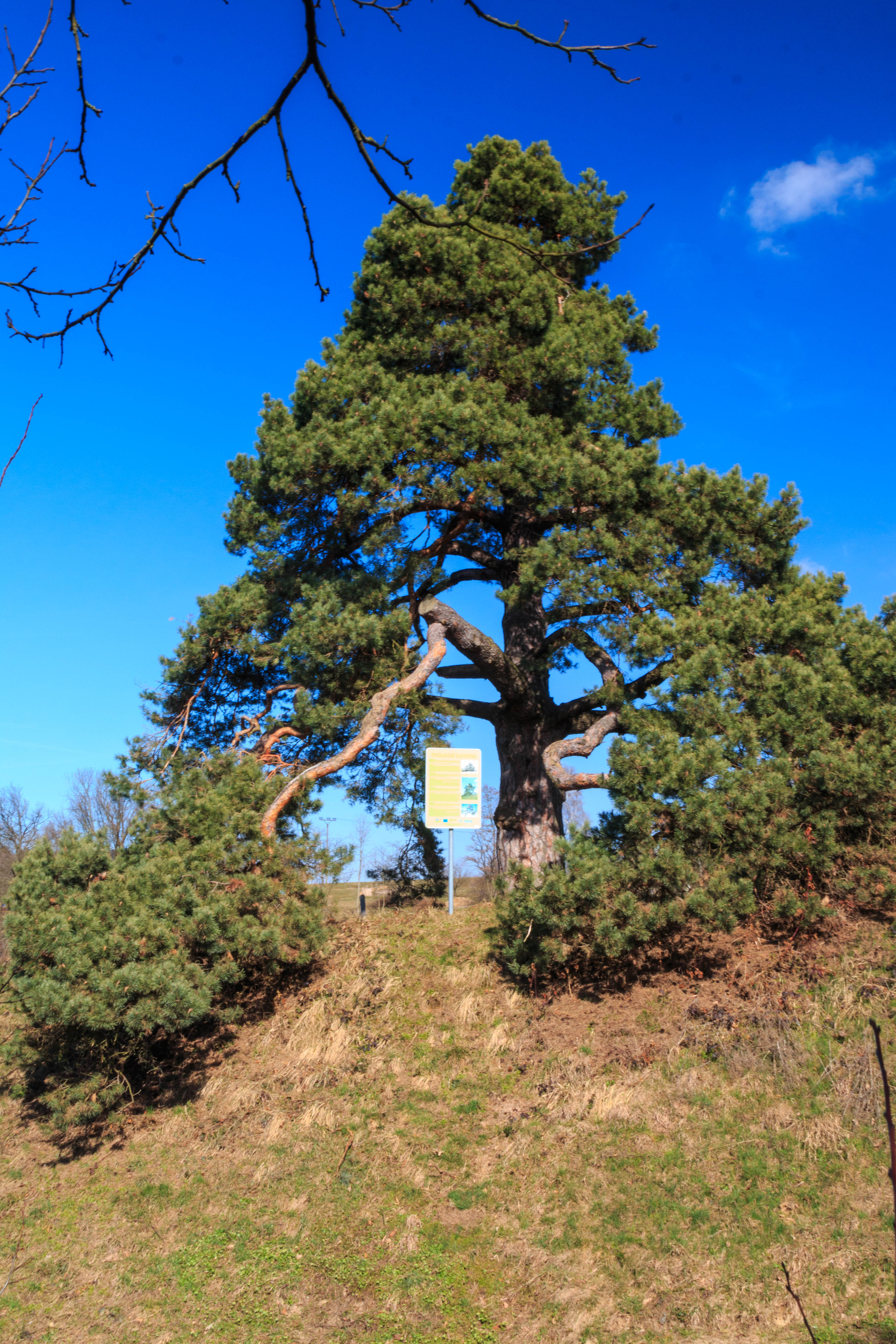
Svídnická borovice
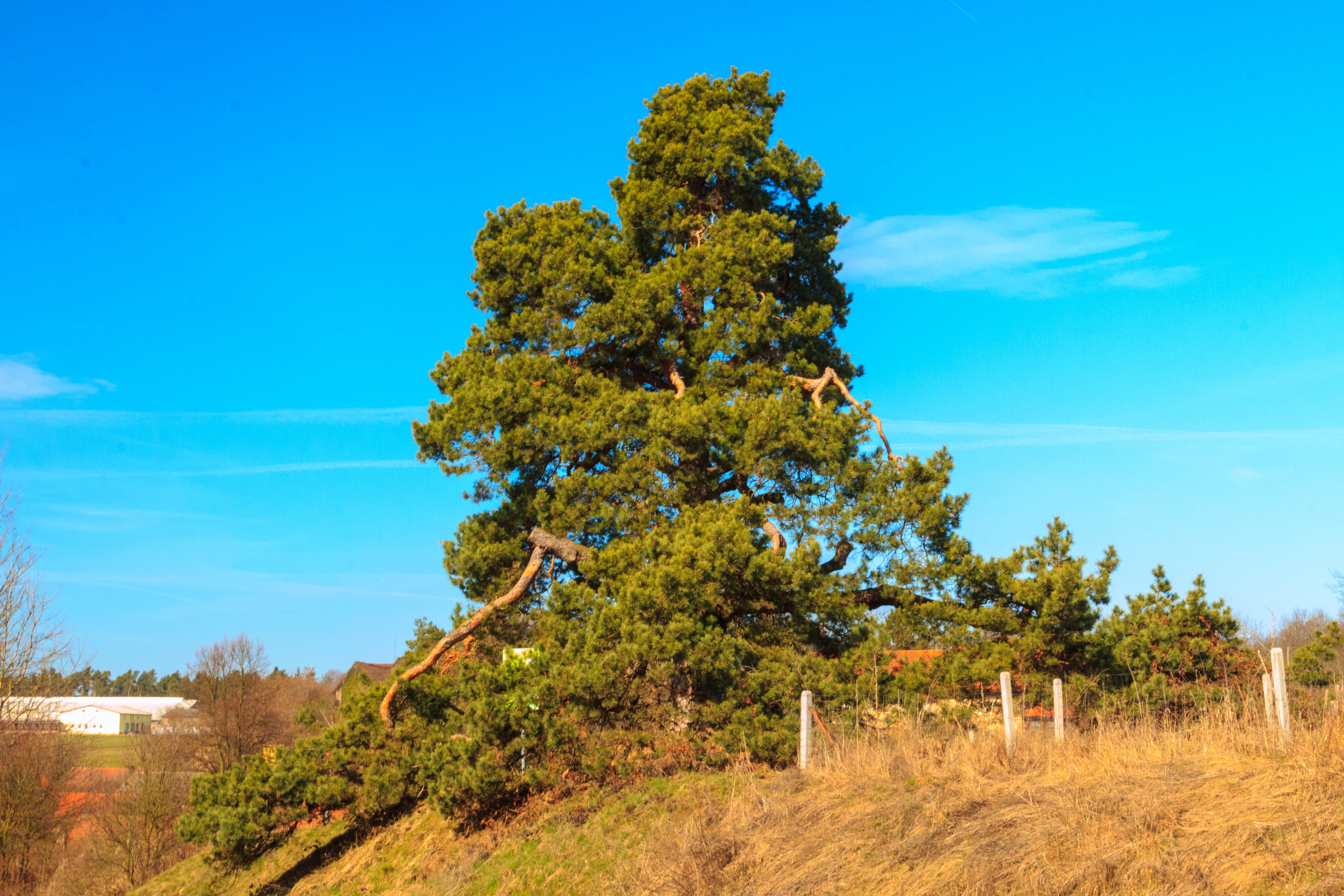
Svídnická borovice

## Památné a významné stromy v okolí
- Horákův buk
- Erbenka
- Potštejnská babyka